# Смирницька Надія Симонівна
Смирницька Надія Симонівна (1852 — 8 листопада 1889) — українська революціонерка-народниця в Російській імперії. Дочка православного священика.

## Біографія
Народилася у Київській губернії у сім'ї священика Симона Смирницького. Батька катували селяни під час "Київської Козаччини" 1855 року вимагаючи видати царську грамоту. ПІсля цього він від отриманих травм помер.
У 1876-1879 рр. брала участь у діяльності київських народницьких гуртків. 1878 знаходилася в близьких стосунках з убитим при збройному опорі владі Іваном Івичевичем  брала участь на зібраннях, на яких обговорювалися різні терористичні акти, в тому числі вбивство харківського губернатора, князя Дмитра Кропоткіна. Брала участь в переховуванні вбивці, терориста Гольденберга Г . Д.

За участь у народницькому русі заарештована в 1879 р. і відправлена на заслання у Сольвичегодськ Вологодської губернії. У березні 1880 р. втекла із заслання.
На конспіративній квартирі у Москві організувала разом зі своїм чоловіком Іваном Калюжним паспортне бюро «Народної волі». У березні 1882 р. Смирницька знову заарештована. У березні-квітні 1883 р. під час «процесу 17-ти» у Петербурзі засуджена з групою народовольців (П. Івановська, І. Калюжний, Я. Стефанович та ін.) до 15 років каторги. Відбувала покарання на Карійській каторзі (Забайкалля).
На знак протесту проти сваволі і знущань тюремної адміністрації над політичними в'язнями разом з Марією Ковалевською, Марією Калюжною, Н. С. Сигидою, Іваном Калюжним і Сєрґєєм Бобоховим скоїла самогубство, прийнявши смертельну дозу морфію (див. Карійська трагедія).